# 彼得山
70°11′S 64°56′E / 70.183°S 64.933°E
彼得山（英語：Mount Peter）是南極洲的山峰，位於麥克羅伯特森地，屬於查爾斯王子山脈中阿索斯山脈的一部分，處於貝舍韋斯山以東3.7公里，澳大利亞探險隊在1955年11月首次踏足該山峰。